# Alexander Waibel

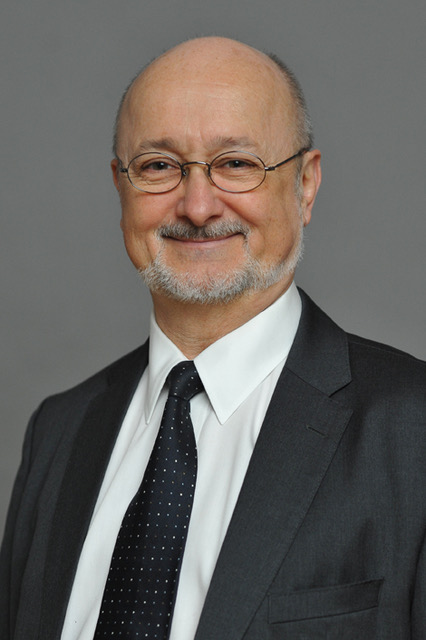
Alexander Waibel (2018)

Alexander Waibel (publiziert auch unter dem Namen Alex Waibel; * 2. Mai 1956 in Heidelberg) ist ein deutscher Informatiker.

## Leben
Waibel studierte Elektrotechnik und Informatik am Massachusetts Institute of Technology und promovierte 1986 an der Carnegie Mellon University im Fach Informatik. Seit 1990 ist er Professor für Informatik an der (inzwischen im Karlsruher Institut für Technologie aufgegangenen) Universität Karlsruhe. Daneben ist er auch Professor an der School of Computer Science der Carnegie Mellon University.

## Forschung
Zu seinen Forschungsinteressen zählen unter anderem die Spracherkennung sowie Maschinelles Übersetzen. Unter anderem entwickelte er das Time Delay Neural Network, eine an die zeitlichen Abhängigkeiten der Sprache angepasste Architektur für künstliche neuronale Netze. Er war einer der Leiter des vom deutschen Bundesministerium für Bildung und Forschung geförderten Projektes Verbmobil. Auch war er maßgeblich an der Entwicklung an Jibbigo beteiligt, einer Übersetzungs-App für gesprochene Sprache, die 2009 vorgestellt und 2013 von Facebook übernommen wurde.
Seit 2012 ist am Karlsruher Institut für Technologie der Lecture Translator in Betrieb. Es handelt sich hierbei um das erste System für Simultanübersetzungen von Vorlesungen. Es erkennt und übersetzt Vorträge cloudbasiert in Echtzeit. Der gesprochene Text kann von den Zuhörern mit ihren Mobilgeräten im Web-Browser als transkribierter Text sowohl in der Vortragssprache als auch in der Übersetzung mitgelesen werden. Versuchsweise zum Einsatz kam das System 2014 im Europäischen Parlament in Straßburg im Rahmen des Forschungsrahmenprogramms EU-Bridge, das von Waibel koordiniert wird. 2015 war er Mitgründer des hieraus resultierenden Unternehmens. 2021 gab Zoom die Übernahme der kites GmbH bekannt.

## Auszeichnungen
Alexander Waibel wurde 1994 mit dem Forschungspreis Technische Kommunikation ausgezeichnet. 2017 wurde er zum Mitglied der Leopoldina gewählt. Er ist IEEE Fellow.

## Veröffentlichungen
- Prosody and speech recognition, 1988, ISBN 0-273-08787-8.
- (als Herausgeber): Readings in speech recognition, 1990, ISBN 1-55860-124-4.
- (mit Wolfgang Minker und Joseph Mariani): Stochastically-based semantic analysis, 1999, ISBN 0-7923-8571-3.
- (als Herausgeber, mit Rainer Stiefelhagen): Computers in the Human Interaction Loop, 2009, ISBN 978-1-84882-053-1.